# Fédération nationale des femmes libérales
La Fédération nationale des femmes libérales (FNFL) est une association féministe belge, créée entre 1920 et 1923. Elle fait partie des associations féminines de masse liées aux partis politiques créés en Belgique durant la période de l’entre-deux-guerres.  

## Contexte historique
Le combat féministe a commencé en Belgique, en 1888, avec « l’affaire Marie Popelin », qui après avoir obtenu son diplôme en droit à l’Université libre de Bruxelles, s’est vu refuser l’accès au Barreau de Bruxelles parce qu’elle était une femme. Cette décision a suscité un mouvement de soutien qui a permis de révéler la condition de la femme en Belgique. Ce mouvement, aboutit en 1892 à la création de la Ligue belge du droit des femmes, qui est considéré « comme l'acte de naissance du féminisme en Belgique. La Ligue belge du droit des femmes est le premier groupe, non pas féminin mais féministe, à poursuivre explicitement « la défense des droits et la protection des femmes ». La question du suffrage des femmes « sera un des problèmes parmi les plus épineux […]. C’est pourquoi, avant la première guerre mondiale, les féministes groupées au sein de la Ligue s'en tiendront principalement à une série de réformes législatives tout à fait indispensables à la reconnaissance légale de la femme en tant qu'être majeur ».  
Au début de la période de l’entre-deux-guerres, le mouvement féministe belge est, à l’inverse du monde politique, soudé par un « climat d’union nationale et par une revendication commune, celle du suffrage féminin. Mais il est rapidement déçu et ne résiste pas aux tensions politiques, économiques et sociales des années 1920 ». À la suite des différentes transformations que le pays subit à la sortie de la Grande Guerre, la Belgique connaît une apparition et une expansion des associations féminines liées aux partis politiques, car si ceux-ci « n’ont jamais témoigné d’intérêt particulier pour les femmes avant la guerre, la loi de 1920 qui en fait des électrices communales change la donne. Plus aucun parti ne peut se permettre de les ignorer, car tous ont besoin de rallier leurs voix ». Les associations existantes avant la première guerre mondiale sont restructurées, « voire remises au pas, et de nouvelles structures émergent au détriment des anciennes ».

## Création et mission
Le parti libéral adopte alors plusieurs résolutions au Congrès d’octobre 1920 et appelle les femmes à constituer des associations féminines dans tout le pays. Le parti suggère alors, « de déléguer à ces associations les questions qui concernent directement les femmes, telles que la réforme de la bienfaisance, la protection de la maternité et de l’enfance, de la santé, de la moralité publique, du travail féminin, de l’enseignement à tous les degrés ». Entre 1920 et 1923, Marthe Boël, Jane Brigode, Alice De Keyser Buysse et Suzanne Lippens-Orban fondent la Fédération nationale des femmes libérales, « dans le but de centraliser les efforts des divers groupes féminins, de diffuser la propagande libérale et d’élaborer un programme spécifique ».
Le parti libéral  « s’est toujours montré hostile au suffrage féminin, persuadé que celui-ci serait favorable aux catholiques. En revanche, il est ouvert à l’émancipation civile, à la réforme du Code civil et à l’émancipation économique des femmes ». Les libéraux estiment qu’il faut commencer par « assurer » à la femme, son émancipation civile et « l’associer de plus près aux préoccupations de la vie publique et administrative, avant de lui abandonner, de fait la direction dans un pays comme la Belgique, où la population féminine y est majorité ».

## Structure et composition
La particularité de la Fédération nationale des femmes libérales est de gérer, ensemble, les activités politiques et sociales des actions féminines. Dû à la difficulté de sensibiliser les femmes à l’action politique, « le volet social l’emporte sur les préoccupations politiques, de sorte qu’en 1928, un Secrétariat des œuvres sociales est fondé au sein de la Fédération ». En 1932, Marthe Boël décide de scinder les attributions de la Fédération et du Secrétariat, « dorénavant, la Fédération nationale s’occupera uniquement des questions politiques tandis que le Secrétariat étudiera les problèmes sociaux. Les liens entre les deux groupes restent néanmoins étroits, le Secrétariat est représenté au comité exécutif [de la Fédération] et les deux groupes ont la même présidente ». Le « Secrétariat des Œuvres sociales libérales qui se transforme en une association indépendante le 16 novembre 1937 sous le nom de Solidarité Groupement social féminin libéral », a donc pour objectif de « créer et de soutenir des œuvres de l’enfance, de la jeunesse, d’intervenir partout où des calamités, des catastrophes se produisent ».
Contrairement au parti socialiste et au parti catholique, « les dirigeants libéraux n’y verront qu’occasionnellement un moyen de propagande électorale. Il n’existe donc pas dans le monde libéral d’organisation de masse féminine, au même titre que celles existant dans les familles catholique et socialiste. Cela tient aux structures mêmes des partis, le parti libéral restant un parti d’individualités alors que les deux autres se constituent en partis de masse ».
À la création de la Fédération nationale des femmes libérales, l’association est présidée par deux femmes, Jane Brigode et Marthe Boël, toutes les deux « auréolées de leurs actions patriotiques durant la guerre ». Les femmes « qui s’y retrouvent sont parmi les féministes les plus structurées. Ce sont souvent des universitaires qui conjuguent leur militantisme politique à un engagement féministe officiel ». La Fédération est aussi composée d’anciennes élèves d’Isabelle Gatti de Gamond, dont plusieurs jouent un rôle très important dans l’évolution du féminisme belge. Ces femmes sont : Georgette Ciselet, Jane Brigode, Gabrielle Rosy-Warnant, Marguerite Van de Wiele , Marguerite Jadot  et Marthe Boël.

## Évolution
En août 1940, le Secrétariat et la Fédération cessent leurs activités car elles ne peuvent pas « empêcher […] les libéraux, partenaires au gouvernement, de différer à nouveau le vote des femmes, par crainte de ses répercussions électorales. Bien que la Fédération soit représentée à la tête du parti depuis 1937 et fournisse l’un des trois vice-présidents, sa liberté d’action demeure très limitée ».
Après la seconde Guerre mondiale, la Belgique connaît une expansion des organisations féminines catholiques et socialistes.
L’occupation du terrain « féminin » par les associations féminines liées aux partis, déjà sensible avant la guerre, se renforce après 1945. À tel point qu’il faut dorénavant évaluer les succès des féministes, non plus en fonction des victoires qu’elles engrangent en leur nom propre, mais bien en fonction de la manière dont elles parviennent à faire adopter leurs revendications par ces grandes associations ». La Fédération nationale des femmes libérales fait partie des associations féminines liées aux partis qui existaient déjà et qui se redéployaient après la guerre pour continuer leurs activités avec comme présidente, Georgette Ciselet qui sera à la tête de différents projets de loi,,.
À la création du parti de la Liberté et du Progrès (PLP en français et PVV en néerlandais), Georgette Ciselet préside la transformation officielle de la Fédération qui se voit rebaptisée en Fédération Nationale des Femmes du Parti de la Liberté et du Progrès, le 28 avril 1962. La Fédération « peut se déployer pour agir sur l’électorat féminin, grâce à la présence renforcée des femmes à tous les niveaux du parti, toujours unitaire. Aux élections parlementaires de 1965, le parti double son nombre de sièges, un résultat dû en grande partie à l’organisation des femmes. Cependant, les femmes n'obtiennent que peu en échange : aucun siège en Flandre, un seul à Bruxelles et en Wallonie et lors de la révision des statuts du parti en 1966, la représentation féminine dans les organes du parti est encore réduite ». La scission du parti unitaire en un parti francophone et un parti néerlandophone en 1971 entraine, peu à peu, une séparation entre les femmes. 

### Ressources manuscrites
- Catherine J., Le féminisme en Belgique de la fin du XIXe siècle aux années 1970, dans Courrier hebdomadaire du CRISP, 2009.
- Conseil national du parti libéral. Résolutions votées par le Congrès libéral des 16, 17, 18 octobre 1920, Bruxelles, 1920.
- De Bueger-Van Lierde F., À l'origine du mouvement féministe en Belgique. « L'Affaire Popelin », dans Revue belge de philologie et d'histoire, 1972.
- Gubin E., Jacques C., Encyclopédie d’histoire des femmes, Belgique, XIXe – XXe siècle, Racine.
- Groupe interdisciplinaire d’Études sur les femmes de l’Université libre de Bruxelles, Féminismes, dans Sextant, 1993.

### Ressources électroniques
- Chapitre 1. Les associations féministes d’une guerre à l’autre[10].
- 1905-2020 : 115 ans du Conseil des femmes[11].